# Worthington (Massachusetts)
Worthington es un pueblo ubicado en el condado de Hampshire en el estado estadounidense de Massachusetts. En el Censo de 2010 tenía una población de 1.156 habitantes y una densidad poblacional de 13,91 personas por km². Es una parte de la Zona Estadística Metropolitana de Springfield, Massachusetts.
Worthington es mencionado por nombre en la canción "Massachusetts" por Aaron Lewis, y lo menciona con el tamaño de la población en su canción "Country Boy" ("Chico de Campo").  Los dos están en el álbum Town Line, lanzado en 2011.
En el censo de 2000, había 1270 personas, 503 casas, y 363 familias viviendo en el pueblo. 

## Geografía
Worthington se encuentra ubicado en las coordenadas 42°23′51″N 72°56′36″O / 42.39750, -72.94333. Según la Oficina del Censo de los Estados Unidos, Worthington tiene una superficie total de 83.12 km², de la cual 82.74 km² corresponden a tierra firme y (0.46%) 0.38 km² es agua.

## Demografía
Según el censo de 2010, había 1.156 personas residiendo en Worthington. La densidad de población era de 13,91 hab./km². De los 1.156 habitantes, Worthington estaba compuesto por el 97.32% blancos, el 0.09% eran afroamericanos, el 0% eran amerindios, el 0.95% eran asiáticos, el 0% eran isleños del Pacífico, el 0% eran de otras razas y el 1.64% pertenecían a dos o más razas. Del total de la población el 1.21% eran hispanos o latinos de cualquier raza.